# Замок Ахгоу
Замок Ахгоу (англ. Athgoe Castle, ірл. Áth Gó) — замок Ах Го, Атгоу — один із замків Ірландії, розташований в графстві Дублін на кордоні з графством Кілдер. У перекладі з ірландської назва означає «Мокрий брід». В старі часи щодо земель навколо замку розрізняли Ахго, Північне Ахго, Південне Ахго.
Є версія, що назва замку походить від ірландського Ath Gabha — Ах Габа — Брід коваля (ірл.). Можливо, назва означала «Брід, що веде до моря». Землі біля замку вологі, особливо на захід від мосту Майлс, хоча й осушувались неодноразово. На картах 1840 року позначені як землі вологої зони. Селяни на цих землях переважно займалися скотарством.
На вершині пагорба Ах Го зберігся курган бронзової доби, який називали Рагін, Маленький Рах. Нинішній замок Ах Го було побудовано 1579 року родиною Лок. Цей замок став символом міста з однойменною назвою. Проте і до цього на цьому місці були укріплення і поселення — очевидно що з сивої давнини. Перша згадка про замок Ах Го датується ХІІІ століттям. У документі згадується Томас Де Ахго, що жив тут у 1250 році. Пізніше, у 1283 році згадується в документах Роджер Ахго. Замок суттєво перебудовувався в 1800 році. Нині поруч біля руїн середньовічної башти стоїть чудовий старовинний будинок родини Лок. Будинок зберігає риси ірландської архітектури XVIII століття з симетричним фасадом.